# دفع مركبة فضائية بالطاقة الكهربائية

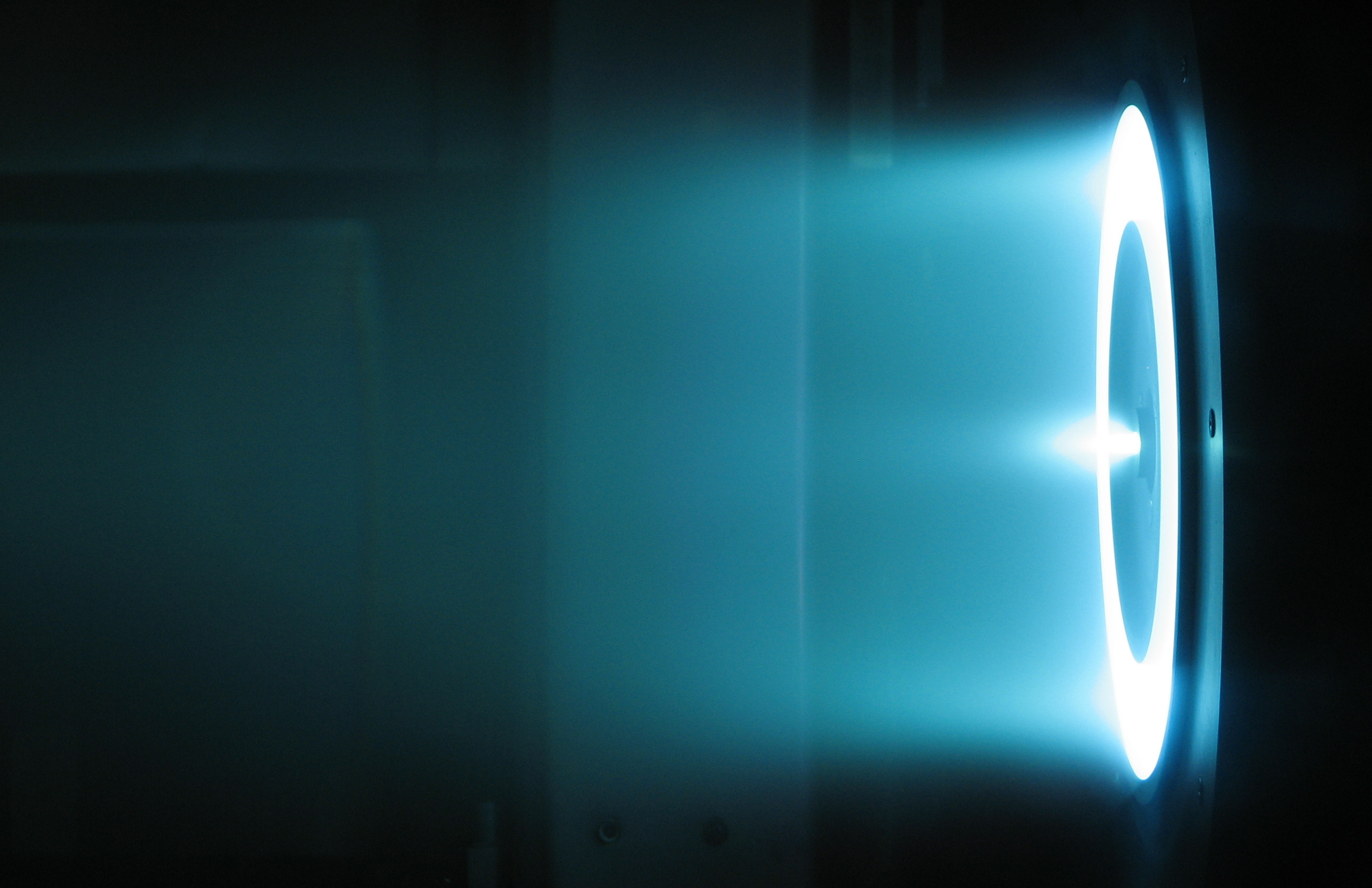
6 كيلوواط قاذفة تأثير القاعة التي تعمل في ناسا

دفع مركبة فضائية بالطاقة الكهربائية يستخدم نظام دفع المركبات الفضائية التي تعمل بالكهرباء الطاقة الكهربائية لتغيير سرعة المركبة الفضائية.

## الفكرة
تعمل معظم هذه الأنواع من أنظمة الدفع للمركبات الفضائية بطرد الوقود الدافع (كتلة التفاعل) بسرعة عالية، وتعمل عن طريق التفاعل مع المجال المغناطيسي لكوكب الأرض.
تستخدم الدفاعات الكهربائية عادةً دافعًا أقل بكثير من الصواريخ الكيميائية لأن لها سرعة عادم أعلى (تعمل بدافع محدد أعلى) من الصواريخ الكيميائية. نظرًا لقلة الطاقة الكهربائية، يكون الدفع أضعف بكثير مقارنة بالصواريخ الكيمائية، ولكن يمكن أن يوفر الدفع الكهربائي قوة دفع صغيرة لفترة طويلة. يمكن أن يحقق الدفع الكهربائي سرعات عالية على مدى فترات طويلة، وبالتالي يمكن أن يعمل بشكل أفضل من الصواريخ الكيميائية لبعض المهمات في الفضاء.

## الاستخدامات

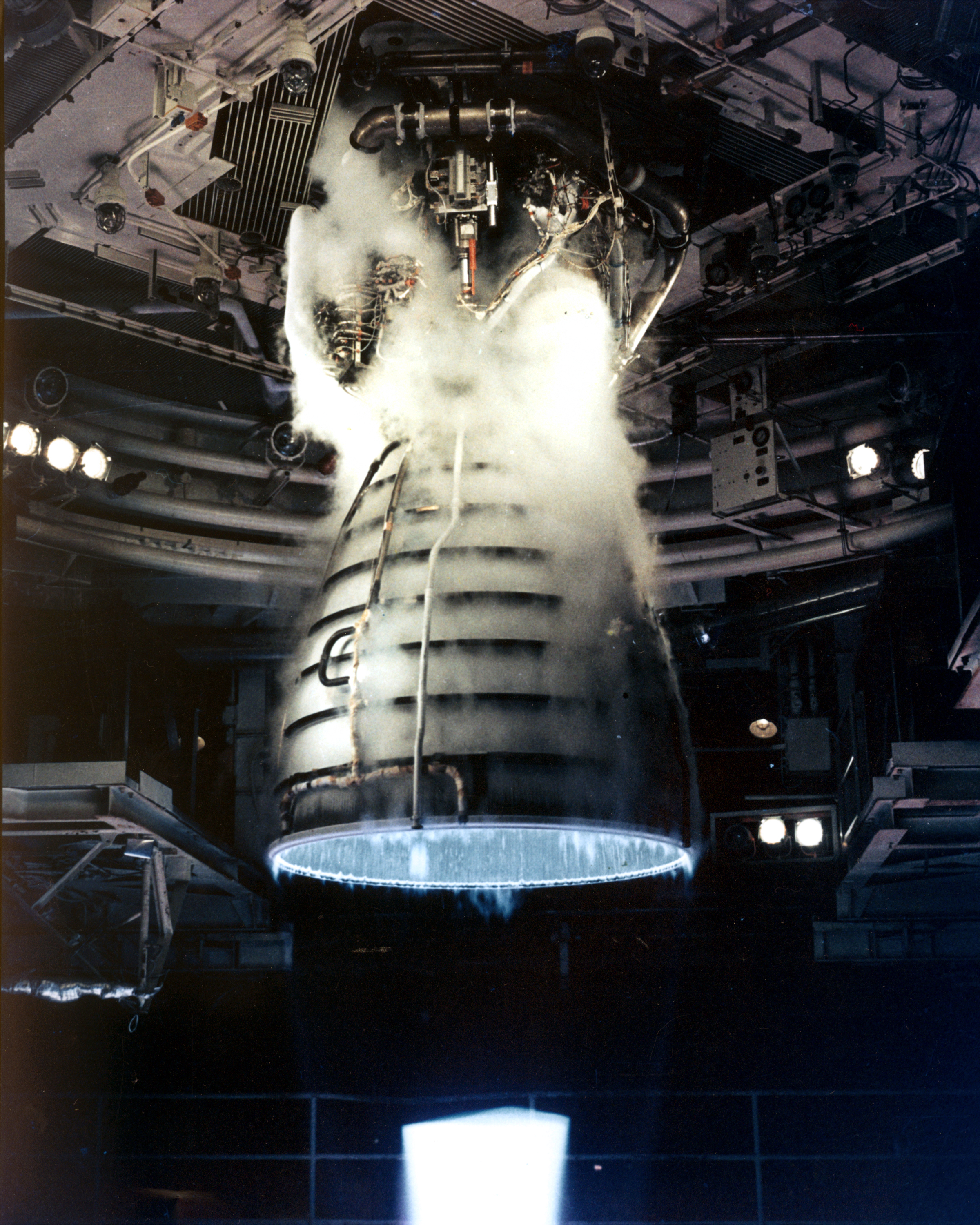
صورة مقربة لانطلاق محركات دفع مكوك فضائي

أصبح الدفع الكهربائي الآن تقنية ناضجة ومستخدمة على نطاق واسع في المركبات الفضائية. استخدمت الأقمار الصناعية الروسية الدفع الكهربائي لعقود من الزمن، ومن المتوقع أنه بحلول عام 2020، سيكون نصف جميع الأقمار الصناعية الجديدة يحمل الدفع الكهربائي الكامل.
اعتبارا من عام 2013، أكثر من 200 مركبة فضائية تعمل في جميع أنحاء النظام الشمسي تستخدم الدفع الكهربائي للمحطة، رفع المدار أو الدفع الأولي.

## المستقبل
في المستقبل قد يكون بإمكان الدفاعات الكهربائية الأكثر تقدماً نقل دلتا v من 100 كم/ثانية، وهو ما يكفي لنقل مركبة فضائية إلى الكواكب الخارجية للنظام الشمسي (مع الطاقة النووية)، لكنه غير كافٍ للسفر بين النجوم.
صاروخ كهربائي مزود بمصدر طاقة خارجي (يمكن نقله عن طريق الليزر على الألواح الضوئية) لديه إمكانية نظرية للطيران بين النجوم. ومع ذلك لا يعتبر الدفع الكهربائي طريقة مناسبة للانطلاق من سطح الأرض حيث أن قوة الدفع لمثل هذه الأنظمة ضعيفة للغاية.